# Troglohyphantes pluto
Troglohyphantes pluto este o specie de păianjeni din genul Troglohyphantes, familia Linyphiidae, descrisă de Caporiacco, 1938.
Este endemică în Italia. Conform Catalogue of Life specia Troglohyphantes pluto nu are subspecii cunoscute.